# Odencrantz
Odencrantz, även skrivet Odencrants, är en svensk adelsätt.
Släktens stamfader är bonden Gustaf Andersson byn Molla by i Molla socken i Älvsborgs län, vars ättling Anders Olsson var smed, bonde och murare i Ryssby i samma socken. Hans son, Olaus Andreae Rhyselius upptog namnet Rhyzelius efter Ryssby, och var kyrkoherde i Ods församling. Hans första hustru var komministerdottern Sigrid Andersdotter, vars mor Catharina Odhelia var syster till professorn Erik Odhelius vilkas mor skulle ha tillhört en gammal västgötsk adel enligt Anreps ättartavlor.
De fick sonen Andreas Olavi Rhyzelius som var teologie doktor och biskop. Han var föreslagen som ärkebiskop men han undanbad sig befattningen. Hans hustru Catharina Ihre var syster till den berömde Johan Ihre, och hennes mor Brita Steuch var dotter till ärkebiskop Mattias Steuchius av Bureätten. Medan Rhyzelius var biskop, år 1751, adlades hans barn med namnet Odencrantz efter Ods pastorat. Barnen var:
- Thomas Rhyzelius Odencrantz, kammarherre, avled ogift.
- Brita Rhyzelia Odencrantz, gift första gången med friherre Lagerfelt och andra gången med friherre Funck.
- Maria Rhyzelia Odencrantz, gift Rydingsvärd.
- Mattias Rhyzelius Odencrantz, kammarherre.
- Johan Rhyzelius Odencrantz, hovrättsråd.

Sönerna introdicerades på Riddarhuset år 1752 på nummer 1947. Enligt ovan fortlevde ätten med två söner, Mattias och Johan Odencrantz. Den förre av dessa var gift med Margareta Christina von Lingen, och fick med henne tre döttrar, en ogift och en gift med greve Horn af Åminne, och den tredje gift Fleming. Därmed slöt Mattias Odencrantz sin ättegren på svärdssidan själv.
Johan Odencrantz var gift med Adreétta Fredrika Fröberg, vars mor var en Duse. Från dem härstammar alla nu levande medlemmar av ätten. Huvudmannagrenen utvandrade på 1880-talet till USA.

## Personer med namnet
- Arvid Odencrants (1881–1959), fysiker, professor i fotografi
- Carl Odencrants (1848–1911), häradshövding
- Elin Odencrants (1885–1970), läkare och kommunalpolitiker
- Gerard Odencrants (1888–1967), läkare och kompositör
- Gustaf Odencrants (1863–1944), kronofogde och kommunalpolitiker
- Henning Odencrantz (1853–1900), hovrättsassessor och politiker
- Johan Fredrik Odencrantz (1814–1886), militär och tecknare
- Johan Olof Odencrants (1891–1971), häradshövding
- Lars Odencrants (1864–1956), bankdirektör
- Marianne Odencrants (född 1965), operasångerska
- Mary Odencrants (1889–1976), flickscoutledare
- Reinhold Odencrants (1903–1961), landsantikvarie
- Thor August Odencrantz(1782–1829), hovrättsråd och tecknare
- Thor Hartwig Odencrants (1817–1886), jurist, politiker och aktiv i kristen väckelse
- Thor Herman Odencrants (1849–1934), häradshövding